# Dipara
Dipara – rodzaj błonkówek z rodziny Diparidae. Kosmopolityczny. Obejmuje 46 opisanych gatunków.

## Morfologia
Głowa ma nadustek pozbawiony ząbka pośrodku przedniej krawędzi. U samic czułki mają szerszy niż dłuższy anellus, buławkę zbudowaną symetrycznie, a pierwszy człon biczyka nie odbiega zbytnio długością od następnego. U samców człony biczyka są szypułkowane lub ich długość nie przekracza półtorakrotności ich szerokości. Tarczka śródplecza ma co najwyżej dwie pary szczecinek tarczkowych. Epicnemia zlane są w duży, sięgający teguli praepectus. Na pozatułowiu samców nucha jest dłuższa niż szeroka. Stylik u samców jest co najmniej dwukrotnie dłuższy niż szeroki, pozbawiony silnego przewężenia przednio-brzusznego, nigdy nie wygięty L-kształtnie. Stylik samic jest zawsze wyprostowany, zwykle krótszy niż półtorakrotność szerokości i charakteryzuje się obecnością co najmniej jednej pary szczecinek na krawędziach boczny.

## Ekologia i występowanie
Biologia i ekologia tych błonkówek są słabo zbadane. Wiadomo, że jeden z gatunków indyjskich jest parazytoidem chrząszczy z rodziny ryjkowcowatych rozwijających się w korzeniach cibory.
Zasięg rodzaju jest kosmopolityczny, słabo poznany. Spośród opisanych gatunków najwięcej znanych jest z krainy etiopskiej, w tym 14 z Kenii. 10 gatunków znanych jest z Australii. W krainie palearktycznej stwierdzono 6 gatunków, w tym 3 w Europie.

## Taksonomia
Takson ten wprowadzony został w 1833 roku przez Francisa Walkera na łamach „Entomological Magazine” jako monotypowy, z D. petiolata jako jedynym gatunkiem.
Do rodzaju tego zalicza się 46 opisanych gatunków:

- Dipara alata Laszlo, 2005
- Dipara albomaculata (Hedqvist, 1963)
- Dipara andreabalzerae Braun et Peters, 2021
- Dipara belokobylskii Dzhanokmen, 1993
- Dipara canadensis Hedqvist, 1969
- Dipara claviger (Kieffer, 1906)
- Dipara corona Braun et Peters, 2021
- Dipara debanensis Sureshan, 2013
- Dipara elevata Sureshan, 2018
- Dipara emersoni (Girault, 1927)
- Dipara fastigata Braun et Peters, 2021
- Dipara hayati Sureshan, 2013
- Dipara hyalinipennis (Girault, 1915)
- Dipara intermedia Sureshan et Narendran, 2005
- Dipara kakamegensis Braun et Peters, 2021
- Dipara keralensis Narendran et Sureshan, 2001
- Dipara lux Braun et Peters, 2021
- Dipara machadoi (Hedqvist, 1971)
- Dipara maculata (Hedqvist, 1963)
- Dipara miniae Narendran et Sureshan, 2001
- Dipara mohanae Narendran et Sureshan, 2001
- Dipara nigra Sureshan, 2013
- Dipara nigriceps (Ashmead, 1901)
- Dipara nigriscuta Sureshan, 2013
- Dipara nigrita Hedqvist, 1969
- Dipara nigrofasciata Hedqvist, 1969
- Dipara nigroscutellata Braun et Peters, 2021
- Dipara nitidofrena Sureshan, 2018
- Dipara nyani Braun et Peters, 2021
- Dipara palauensis Yoshimoto et Ishii, 1965
- Dipara pallida (Hedqvist, 1969)
- Dipara petiolata Walker, 1833
- Dipara ponderosa (Girault, 1915)
- Dipara punctulata (Hedqvist, 1969)
- Dipara reticulata Braun et Peters, 2021
- Dipara rodneymulleni Braun et Peters, 2021
- Dipara rufescens Masi, 1917
- Dipara saetosa (Delucchi, 1962)
- Dipara sapphirus Braun et Peters, 2021
- Dipara straminea (Hedqvist, 1969)
- Dipara striata (Hedqvist, 1969)
- Dipara tenebra Braun et Peters, 2021
- Dipara thirumalaii Sureshan, 2013
- Dipara tigrina Braun et Peters, 2021
- Dipara turneri Hedqvist, 1969
- Dipara venkati Sureshan, 2013